# Cres (ciudad)
Cres (it. Cherso) es una ciudad de Croacia en el condado de Primorje-Gorski Kotar, cuyos idiomas oficiales son el croata y el italiano.

## Geografía
Se encuentra a una altitud de 4 m s. n. m. a 219 km de la capital nacional, Zagreb.

## Demografía
En el censo 2011 el total de población de la ciudad fue de 2 879 habitantes, distribuidos en las siguientes localidades:
- Beli -  47
- Cres - 2 289
- Dragozetići - 20
- Filozići -  6
- Grmov -  2
- Ivanje -  3
- Loznati -  40
- Lubenice -  12
- Mali Podol -  3
- Martinšćica -  132
- Merag -  10
- Miholašćica - 36
- Orlec - 192
- Pernat - 8
- Porozina - 29
- Predošćica - 3
- Stanić -  0
- Stivan -  40
- Sveti Petar -  14
- Valun -  65
- Važminež - 0
- Vidovići -  2
- Vodice -  7
- Vrana - 12
- Zbičina - 5
- Zbišina - 2

| Gráfica de población de Cres 1857-2011                              |
|                                                                     |
| Según los censos de población de la oficina estadística de Croacia. |